# Vân Am
Vân Am là một xã cũ thuộc huyện Ngọc Lặc, tỉnh Thanh Hóa, Việt Nam.
Xã Vân Am có diện tích 45,91 km², dân số năm 1999 là 5870 người, mật độ dân số đạt 128 người/km².
Từ ngày 1 tháng 7 năm 2025 theo Nghị quyết số 1686/NQ-UBTVQH15, giải thể huyện Ngọc Lặc và thành lập xã Nguyệt Ấn trên cơ sở sáp nhập toàn bộ diện tích tự nhiên và dân số của 3 xã là Phùng Giáo, Vân Am và Nguyệt Ấn.